# Gustav Albrecht von Schlabrendorf (Offizier)
Gustav Albrecht von Schlabrendorf (* 22. Dezember 1703; † 26. Oktober 1765 in Breslau) war ein königlich-preußischer Generalmajor, Chef des Kürassier-Regiments Nr. 1 sowie Erbherr auf Gröben, Kietz, Jürchen und Wasmannsdorf.
Seine Eltern waren Johann Christian von Schlabrendorf († 1. September 1720) und Anna Augusta Elisabeth von Pfuel aus dem Haus Zehsen. Sein Vater war Erbherr auf Groß- und Klein-Beuthen. Sein jüngerer Bruder war Ernst Wilhelm von Schlabrendorf der Staatsminister in Schlesien.

## Leben
Er ging früh in preußische Dienste und nahm am Rheinfeldzug von 1734/1735 teil. 1735 wurde er Lieutenant im Dragoner-Regiment VII und am 8. September 1739 Hauptmann (Kapitän). Im Ersten Schlesischen Krieg kämpfte er mit ihm 1742 in der Schlacht bei Chotusitz.
Im Jahre 1745 wurde er Major und kämpfte am 15. Dezember in der Schlacht bei Kesselsdorf. 1751 wurde er Oberstleutnant und im Siebenjährigen Krieg kämpfte er am 8. Juni 1757 in der Schlacht bei Groß-Jägersdorf. 1758 wurde er Oberst und kämpfte in der Schlacht von Zorndorf. Bereits 1759 wurde er Generalmajor. Im gleichen Jahr bekam er auch das Kürassier-Regiment Nr. 1. Er kämpfte unter von Wedel gegen die Schweden, dann unter General von Dohna gegen die Reichsarmee, danach unter General Christian Friedrich von Diericke in Pommern gegen die Schweden und unter General von Wunsch in Sachsen.

## Familie
Seit dem 12. November 1742 war er mit Christiane Amalie Ernestine von Roëll († August 1785), der Tochter des Generalmajors Friedrich Alexander von Roëll, verheiratet.
Das Paar hatte drei Söhne und eine Tochter.

August Wilhelm Leopold Eugenius (* 28. März 1748; † 12. Juli 1796) und Hans Alexander Albrecht († 1795) wurden vom König Friedrich Wilhelm II. von Preußen am 31. Oktober 1786 in den Grafenstand erhoben. Sie starben aber ohne männliche Nachkommen, und so fiel das Stammgut Gröben an die zweite schlesische Linie der Grafen von Schlabrendorf.

Die Tochter Henriette Helene Albertine (1747–1783) heiratete am 3. Januar 1771 den preußischen Freikorpsführer Karl Theophil Guichard (1724–1775).